# Tre Stjärnors orden
Tre Stjärnors orden (lettiska: Triju Zvaigžņu ordenis), är en lettisk orden instiftad 1924 av det Saeima. Dess motto är Per aspera ad astra ("Mot stjärnorna genom svårigheter"). Orden beviljas för allmänna meriter inom bl.a. förvaltning, kultur, utbildning, vetenskap eller sport. Mottagaren behöver inte vara en lettisk medborgare. Orden avskaffades under den sovjetiska ockupationen men instiftades åter 1994. Lettlands president är ordens stormästare och ansvarig för nya benämningar.
Orden delas i fem vanliga klasser, kedjaklass samt med tre medaljklasser:
- kedja
- storkors
- storofficerare
- kommendör
- officerare
- riddare
- guldmedalj
- silvermedalj
- bronsmedalj